# Coccoceras
Coccoceras es un género de plantas con flores perteneciente a la familia  Euphorbiaceae, comprende 4 especies que se encuentran desde Birmania a Borneo. Este género es considerado un sinónimo del género Mallotus.

## Especies
- Coccoceras anisopodum
- Coccoceras multicum
- Coccoceras sumatrana

et al.